# Peter Szurman
Peter Szurman (ur. 27 czerwca 1968 w Trzyńcu) – niemiecki okulista, retinolog (specjalista schorzeń siatkówki); specjalizuje się w minimalnie inwazyjnej chirurgii oka. Od 2010 szef kliniki okulistyki w Sulzbach/Saar (niem. Augenklinik Sulzbach).

## Życiorys
Medycynę studiował w Paryżu oraz niemieckim Essen (dyplom w 1996). Specjalizację z okulistyki (1996–2001) odbył w klinice uniwersyteckiej w Kolonii. W 2001 został zatrudniony jako Oberarzt w klinice Uniwersytetu w Tybindze. Habilitował się w 2007 roku pracą dotyczącą nowych możliwości leczenia zwyrodnienia plamki żółtej. 
W 2008 awansował w tybińskiej klinice na pozycję wicedyrektora oraz lekarza kierującego, otrzymując jednocześnie profesurę badawczą oraz kierownictwo nad sekcją eksperymentalnej chirurgii okulistycznej. W tym samym roku (2008) został zaproszony do rady redakcyjnej czasopisma „Acta Ophthalmologica" (organ nordyckich towarzystw okulistycznych) w zakresie chirurgii siatkówki oka. W 2010 został szefem kliniki okulistycznej w Sulzbach/Saar (współpracuje z nim m.in. Kai Januschowski).

## Praca badawcza i kliniczna
W pracy badawczej i klinicznej specjalizuje się w minimalnie inwazyjnej chirurgii zarówno przedniego, jak i tylnego odcinka oka. Opracował i wdrożył do praktyki klinicznej szereg nowych procedur chirurgicznych. W szczególności zajmuje się leczeniem schorzeń siatkówki.

## Publikacje
Jest autorem i współautorem licznych artykułów publikowanych w wiodących czasopismach okulistycznych, m.in. w „Graefe's Archive for Clinical and Experimental Ophthalmology", „American Journal of Ophthalmology", „Der Ophthalmologe", „Retina", „Experimental Eye Research", „Journal of Cataract and Refractive Surgery" oraz „British Journal of Ophthalmology".

## Członkostwa
Należy do szeregu towarzystw okulistycznych, m.in.: Niemieckiego Towarzystwa Okulistycznego (Deutsche Ophthalmologische Gesellschaft, DOG), Association for Research in Vision and Ophthalmology (ARVO), Niemieckojęzycznego Towarzystwa Implantacji Soczewek Wewnątrzgałkowych oraz Chirurgii Interwencyjnej i Refrakcyjnej (Deutsche Gesellschaft für Intraokularlinsen-Implantation, DGII), Towarzystwa Retinologicznego (Retinologische Gesellschaft), Europejskiego Towarzystwa Chirurgów Zaćmy i Chirurgów Refrakcyjnych (European Society of Cataract and Refractive Surgeons, ESCRS), Amerykańskiej Akademii Okulistyki (American Academy of Ophthalmology, AAO), szwajcarskiego Klubu Julesa Gonina skupiającego specjalistów zajmujących się schorzeniami siatkówki oraz Francuskiego Towarzystwa Okulistycznego (Société Française d'Ophtalmologie, SFO).

## Życie prywatne
Jego żoną jest Gesine Szurman (z domu Jaissle), która także jest profesorem w klinice okulistyki w Sulzbach/Saar.